# Neutron-moderator
| Moderator        | Reaktorer | Design            | Lande                           |
| ---------------- | --------- | ----------------- | ------------------------------- |
| Grafit           | 30        | AGR, Magnox, RBMK | Storbritannien, Rusland         |
| Tungt vand (D2O) | 42        | CANDU             | Canada, Indien, Sydkorea, andre |
| Let vand (H2O)   | 359       | PWR, BWR          | 27 lande                        |

En neutron-moderator er et stof som anvendes til at sænke bevægelsesenergien på hurtige neutroner og dermed bremse (moderere) hastigheden. Moderatorer anvendes til at kunne vedligeholde en nuklear kædereaktion eftersom uran-235 har et stort indfangningsareal for kernespaltning for langsomme, termiske neutroner, hvorimod de har et meget lille indfangningsareal for hurtige neutroner.
I kernereaktorer anvendes oftest almindeligt ferskvand, men visse konstruktioner anvender i stedet tungt vand eller grafit. Selv beryllium kan anvendes som moderator.
Moderatorer benyttes ligeledes i spallationskilder, for at tilpasse neutronernes bølgelængde og energi til de typiske afstande og vekselvirkninger i stof.

## Mekanisme
Mekanismen er enkel: Neutronens kinetiske energi mindskes gennem en serie elastiske stød mod lette atomkerner. Ved hver kollision taber neutronen en del af sin kinetiske energi til en atomkerne i moderatormaterialet, til den er kommet ned til materialets termiske kinetiske energi.
Ved elastiske kollisioner mod tunge kerner reflekterer neutronen tilbage med samme kinetiske energi. Derfor er tunge grundstoffer ikke effektive moderatorer. Ved kollisioner med en atomkerne af hydrogen (en proton), som har omkring ligeså stor masse som en neutron, taber neutronen i gennemsnit halvdelen af sin kinetiske energi. Efter tyve sådanne kollisioner har neutronens energi mindsket fra nogle mega-elektronvolt til termiske energier omkring 25 milli-eV. Derfor er vand eller paraffin effektive moderatorer.

## Absorption
Alle atomkerner har et indfangningsareal for absorption. Den er meget mindre for deuterium eller carbon-12 end for almindeligt hydrogen. Derfor kan tungt vand eller ren grafit, til forskel fra almindeligt vand, anvendes som moderator for at vedligeholde en kædereaktion i naturligt uberiget uran.